# Helina nigripennis
Helina nigripennis är en tvåvingeart som först beskrevs av Walker 1849.  Helina nigripennis ingår i släktet Helina och familjen husflugor. Inga underarter finns listade i Catalogue of Life.